# ディヴェルティメント (プロコフィエフ)
ディヴェルティメント（仏: Divertissement）作品43 は、セルゲイ・プロコフィエフが作曲した管弦楽のためのディヴェルティメント。

## 概要
プロコフィエフはボリス・ロマノフという旅の一座のためにサーカスを主題にしたバレエ『空中ぶらんこ』を作曲した。この団体の楽器隊が小編成であったため、『空中ぶらんこ』は五重奏で書かれることになる。彼は1929年にこの音楽から第1、第3楽章を取り、前年に草稿を起こしたラルゲットを第2楽章、そしてバレエ『放蕩息子』のために書かれた楽曲を終楽章に置いてディヴェルティメントとしてまとめ上げた。なお、『空中ぶらんこ』の素材の大部分は五重奏曲 作品39として用いられている。
プロコフィエフは本作のピアノ独奏用編曲も遺した。これは楽曲の構成を変えることなくピアノへ移植した作品となっているが、彼はこの版の各曲に対して管弦楽版にはなかった副題を付している。

## 楽曲構成
4つの楽章で構成され、演奏時間は約15分半る。引用符付きで示したのは、ピアノ編曲版に付された副題。
1. Moderato, molto ritmato  "Divertissement"
2. Larghetto (non troppo lento) "Nocturne"
3. Allegro energico "Danse"
4. Allegro non troppo e pesante "Epilogue"

終楽章では第1楽章の主題が回想される。